# Zgornji Tuhinj
Zgornji Tuhinj – wieś w Słowenii, w gminie Kamnik. W 2018 roku liczyła 393 mieszkańców.